# Deinopa directa
Deinopa directa är en fjärilsart som beskrevs av Walker 1862. Deinopa directa ingår i släktet Deinopa och familjen nattflyn. Inga underarter finns listade i Catalogue of Life.